# Cát Bối (đảo)
Đảo Cát Bối (tiếng Trung: 吉貝嶼; bính âm: Jíbèi Yǔ; Wade–Giles: Chi2-pei4 Yü3) là hòn đảo lớn nhất ở khu vực biển bắc của quần đảo Bành Hồ. Do hình dạng của đảo Cát Bối giống như một vỏ ốc nổi trên biển nên các cư dân ban đầu đã gọi hòn đảo này là "Đảo Gia Bối" 嘉貝嶼, sau đó đổi tên thành từ đồng âm "Cát Bối". Về mặt hành chính, đảo thuộc hương Bạch Sa, huyện Bành Hồ.

## Địa lý
Đảo Cát Bối nằm cách đảo Bạch Sa khoảng 5,5 km về phía bắc, đảo Cát Bối là hòn đảo có người ở lớn nhất ở biển bắc của Bành Hồ. Địa hình toàn đảo cao ở phía đông và thấp ở phía tây, cồn cát và bãi cát được cấu tạo bởi địa hình bồi tụ biển là đặc điểm địa hình lớn nhất của đảo. Cồn cát nằm ở phía tây nam của đảo và kéo dài từ phía nam núi Tây Khám, đầu cồn cát do ảnh hưởng của hải lưu mà hình thành một mũi cát nhô, với tổng chiều dài cồn cát hơn 700 m. Đảo Cát Bối có một vùng bãi triều rộng lớn, xung quanh đảo có nhiều cái đăng bắt cá bằng đá lớn nhỏ tập trung, với tổng cộng hơn 80 cái. 
Theo số liệu vào tháng 8 năm 2008, tổng số cư dân trên đảo Cát Bối là 1.529, chủ yếu là người Hán gốc Mân Nam. 

## Lịch sử
Đảo có địa hình bằng phẳng, đất canh tác rộng lớn, thuở sơ khai người dân sống bằng cuộc sống nửa nông nghiệp và nửa ngư nghiệp, nhưng do dân số tăng nên nông, ngư nghiệp phát triển chậm chạp. Cư dân trên đảo chuyển đến đảo chính Đài Loan để kiếm sống trong thời kỳ Nhật Bản cai trị.
Sau chiến tranh, giống cây trồng được cải thiện, phân bón được phân phối, tàu đánh cá được thu nhận, kỹ thuật đánh cá được cải thiện và xây dựng cảng cá. Cả nông nghiệp và ngư nghiệp do đó đều phát triển nhảy vọt. Trong thời kỳ đầu sau chiến tranh, vì cuộc sống sung túc của cư dân, đảo được gọi là "Tiểu Mỹ Quốc" trong một thời gian.

## Hình ảnh

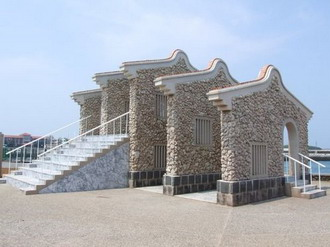
Lầu ngắm cảnh
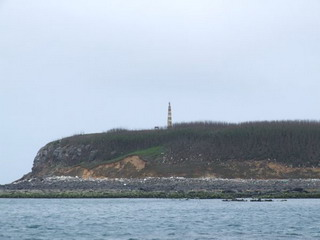
Núi Tây Khám
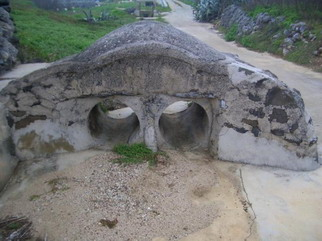
Long Hầu
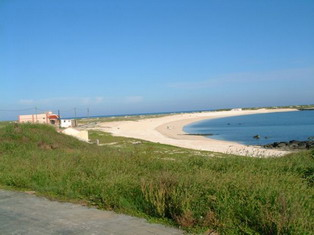
Bãi biển cát vàng